# Cameron (Missouri)
Cameron és una població dels Estats Units a l'estat de Missouri. Segons el cens del 2000 tenia 8.312 habitants.

## Demografia
Segons el cens del 2000, Cameron tenia 8.312 habitants, 2.263 habitatges, i 1.434 famílies. La densitat de població era de 602,1 habitants per km².
Dels 2.263 habitatges en un 33,5% hi vivien nens de menys de 18 anys, en un 48,3% hi vivien parelles casades, en un 11,6% dones solteres, i en un 36,6% no eren unitats familiars. En el 32% dels habitatges hi vivien persones soles el 16,2% de les quals corresponia a persones de 65 anys o més que vivien soles. El nombre mitjà de persones vivint en cada habitatge era de 2,39 i el nombre mitjà de persones que vivien en cada família era de 3,03.
Per edats la població es repartia de la següent manera: un 18,5% tenia menys de 18 anys, un 9,1% entre 18 i 24, un 40,2% entre 25 i 44, un 18,3% de 45 a 60 i un 13,9% 65 anys o més.
L'edat mediana era de 37 anys. Per cada 100 dones de 18 o més anys hi havia 189 homes.
La renda mediana per habitatge era de 32.136 $ i la renda mediana per família de 40.540 $. Els homes tenien una renda mediana de 29.529 $ mentre que les dones 19.777 $. La renda per capita de la població era de 12.375 $. Entorn del 9,8% de les famílies i el 12% de la població estaven per davall del llindar de pobresa.

## Poblacions més properes
El següent diagrama mostra les poblacions més properes.